# Hans Michel (Bildhauer)

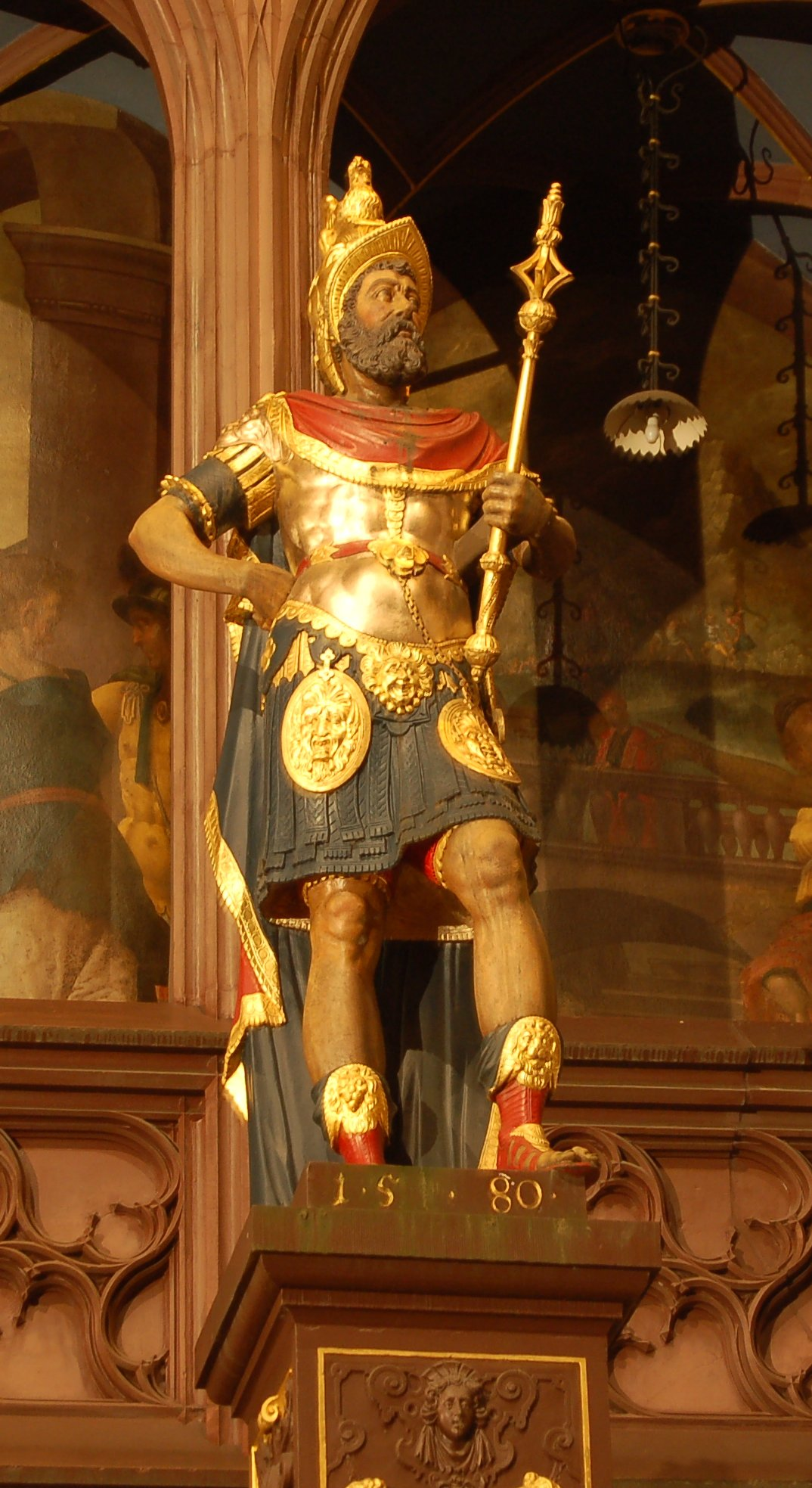
Die Statue von Lucius Munatius Plancus im Hof des Basler Rathauses

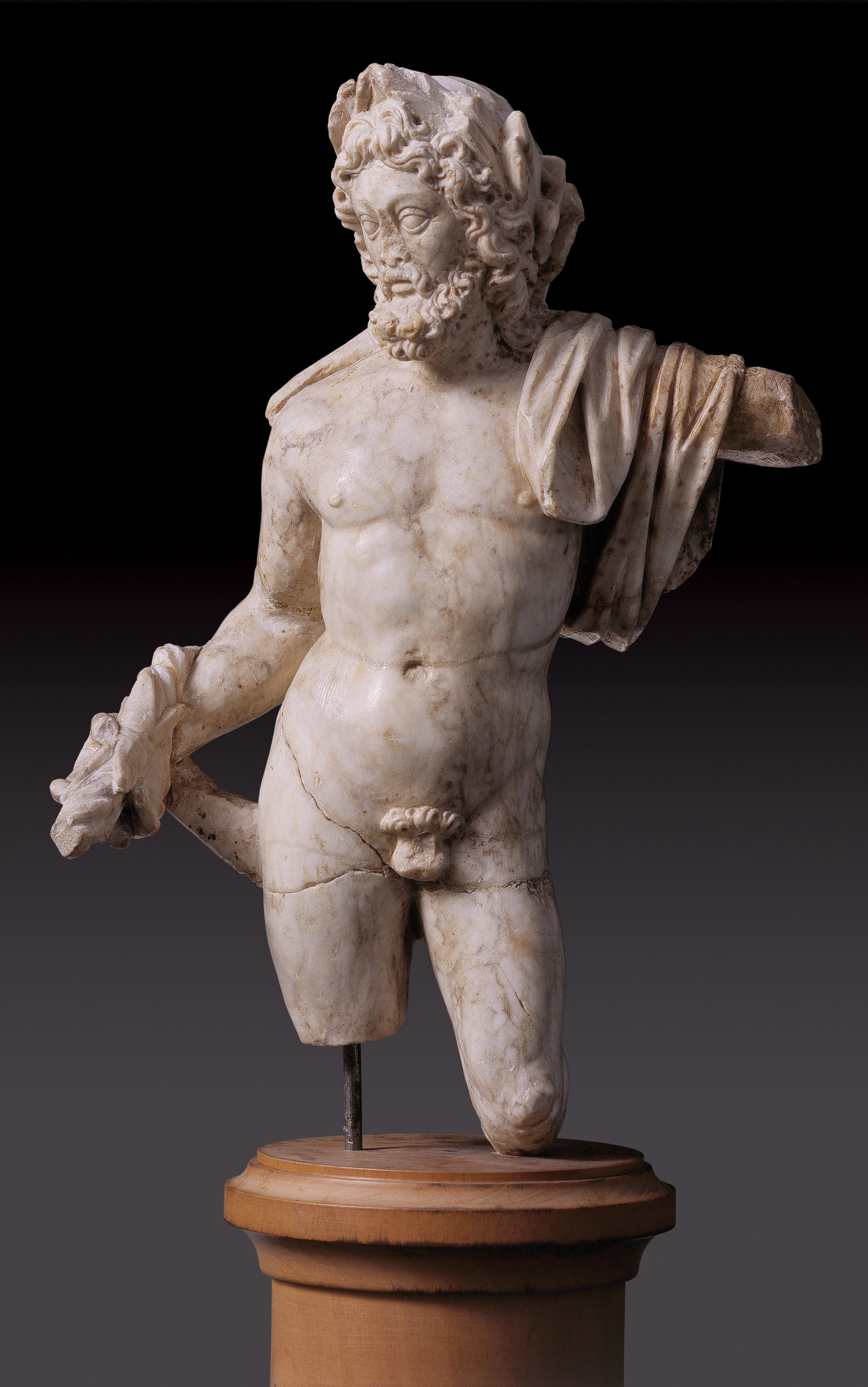
Jupiter-Tosro von Hans Michel

Hans Michel (erwähnt in Basel von 1574 bis gegen 1587) war ein aus dem Elsass stammender Schweizer Bildhauer.

## Leben und Wirken
Hans Michel stammt aus Straßburg und erhielt aufgrund seiner Kunstfertigkeit 1574 kostenlos das Bürgerrecht von Basel. Im Gegenzug schenkte er 1580 der Stadt die Statue des Munatius Plancus im Hof des Basler Rathauses. Zu seinen weiteren Werken gehören das Relief des hl. Fridolin mit dem Tod im Giebelfeld des Stiftsgebäudes in Säckingen (1575), Statuen des Heiligen Mauritius (1577) und der Madonna (1582) als Brunnenfiguren in Delémont, das Epitaph der Anna Alexandra von Rappoltstein, geb. Gräfin Fürstenberg, in Rappoltsweiler sowie ein Jupiter-Torso für den Juristen und Sammler Basilius Amerbach (um 1585/1587, heute im Historischen Museum Basel).
Hans Michel ist möglicherweise identisch mit dem in Straßburg im späteren 16. Jahrhundert tätigen Bildhauer Hans Michel Egner.
Sein Sohn Balthasar Michel war ebenfalls Bildhauer.